# Buda (župa Buzău)
Buda je  obec v župě Buzău v Rumunsku. Žije zde přibližně 2 900 obyvatel. Součástí obce je i šest okolních vesnic.

## Části obce
- Buda – 932 obyvatel
- Alexandru Odobescu – 513 obyvatel
- Dănulești – 136 obyvatel
- Mucești-Dănulești – 713 obyvatel
- Spidele – 45 obyvatel
- Toropălești – 490 obyvatel
- Valea Largă – 67 obyvatel